# Grandes éxitos (álbum de Babasónicos)
Grandes éxitos es el tercer álbum recopilatorio de la banda argentina Babasónicos, un álbum promocional en el que se incluyen una selección de sus éxitos de entre 1992 y 1999.

## Lista de canciones
1. D-Generación
2. La era del amor - Parte 1
3. Margaritas
4. Malón
5. Montañas de agua
6. Patinador sagrado
7. Poder ñandú
8. El Médium
9. ¡Viva Satana!
10. Perfume casino
11. Gronchótica
12. Demonomanía
13. Seis vírgenes descalzas
14. Pasta de hablar
15. Desfachatados
16. El playboy